# Lydia från Thyatira
Lydia från Thyatira är en kvinna i Nya testamentet, som har kallats den första europén som konverterat till kristendomen. Hon har betraktats som ett helgon av flera kristna trosriktningar.
Lydia var möjligen av grekiskt ursprung. Hon var från staden Thyatira, sydöst om Pergamon, och bosatt i Filippi, där hon drev en framgångsrik firma som färgade purpurtyg. Hon visade aposteln Paulus gästfrihet under hans resa genom trakten. Hennes konvertering till kristendomen har beskrivits som den första av en europé.